# Universitatea „George Bacovia” din Bacău
Universitatea George Bacovia se află în orașul Bacău.

## Istorie
2020
- 16 martie 2020 – conf. univ. dr. Andrei Octavian Paraschivescu este ales în funcția de rector

2019
- martie 2019 – acreditare instituțională – grad de încredere;
- 17 octombrie – universitatea, în calitate de partener a Centrului de Cultură „George Apostu” din Bacău, organizator al Simpozionului Național de Estetică, ediția a XXIV-a, găzduiește Conferința Națională de Estetică „Arta și Estetica Românească la centenar”;
- 12-15 noiembrie – Conferința anuală a universității, pe tema "The Impact of Glibalization on National Economies" – 2019 Economy Transdisciplinarity Cognition – 7th Edition, în colaborare cu Universitatea Comercial-Cooperatistă din Moldova;
- 13 noiembrie - implementarea proiectului POCU/449/4/16/127303 „SolidarNET – o rețea de întreprinzători responsabili social”, universitatea având calitatea de lider de parteneriat cu Centrul de afaceri solidare SRL și CIT – Irecson Centrul de Informare Tehnologică SRL – acordarea titlului de doctor honoris causa al Universității George Bacovia prof. univ. dr. Oprea Călin de la Academia de Studii Economice din București;
- acordarea titlului de doctor honoris causa prof. univ. dr. Aurel Mihai Țîțu de la Universitatea „Lucian Blaga” din Sibiu;
- 12 – 15 noiembrie, universitatea  a găzduit cea de a cincea ediție a Conferinței naționale cu participare internațională “Devianță și Criminalitate. Evoluție, Tendințe, Perspective – DECRET”. Integrată în cadrul manifestărilor ştiințifice ale universității;

2018
- 23 februarie – prelegerea „Evoluții ale educației în societatea bazată pe cunoaștere”, susținută de prof. univ. dr. Sorin Cristea;
- martie – semnarea contractului de finanțare nerambursabilă cu nr. 120251 cu titlul Botoșaniul spune NU corupției, în cadrul POCA, axa prioritară 2, în cadrul cererii de proiecte nr. POCA/125/2/2/, Universitatea George Bacovia din Bacău având calitatea de partener al Municipiului Botoșani;
- 21 aprilie – conferința „Tinerii în viziunea companiilor”;
- 09 mai – sesiunea de Comunicări Științifice Studențești – Science for Students
- 10-11 mai – Conferința anuală cu participare internațională a Universității George Bacovia din Bacău – ETC 6 International Conference – A Century of the Romanian Capital in Europe and its Metamorphoses in the Informational Era;
- aniversare a 20 de ani de la editarea primului Buletin Științific al Universității George Bacovia din Bacău; in Memoriam Prof. univ. dr. Dumitru Rusu, 1915-1998; acordarea Premiul „Dumitu Rusu” al Revistei ’’Economy Transdisciplinarity Cognition” doamnei conf. univ. dr. Leontina Păvăloaia;
- 13 septembrie – decernarea titlului onorific de Doctor Honoris Causa al Universității George Bacovia din Bacău actriței Maia Morgernstern, titlul fiindu-i acordat în semn de apreciere pentru contribuția deosebită la promovarea teatrului românesc, pentru activitatea didactică de descoperire și „șlefuire” de noi talente, cât și pentru activitatea socială din comunitatea în care își desfășoară cu onoare acivitatea;
- 13-14 septembrie – Conferința științifico-practică internațională „Dezvoltarea inovativă, colaborativă, inclusivă a cooperativelor:teorie, practică, perspective” , organizată de Universitatea Comercial-Cooperatistă din Moldova în parteneriat cu Universitatea George Bacovia din Bacău, Chișinău, Republica Moldova;
- 17-19 – octombrie –universitatea George Bacovia din Bacău în parteneriat cu Centrul de Cultură George Apostu din Bacău găzduiește deschiderea lucrărilor Simpozionului Național de Estetică, ediția a XXIII-a Timp și ficțiune;
- 22 – 23 noiembrie – dechiderea lucărilor Conferinței „Devianță și ciminalitate. Evoluție, tendințe și perspective – DECRET” – ediția 4;
- 22 noiembrie – decernarea titlului de Doctor Honoris Causa al Universității George Bacovia din Bacău domnului prof. univ. dr. Corneliu Bîrsan, Membru corespondent al Academiei Române, „Doctor Honoris Causa” la Université Paris 1 Panthéon – Sorbonne

2017
- implementarea proiectului POCU/89/3/7/107751 „START –UP diaspora – valoare adăugată prin inovare la procesul formării avantajele competitive ale României”, universitatea George Bacovia din Bacău având calitatea de lider de parteneriat cu Centrul de afaceri solidare SRL, CIT – Irecson Centrul de Informare Tehnologică SRL și ARJE FORMATION SRL –partener transnațional;
- 16 mai – Sesiune de Comunicări Științifice Studențești – Bacovia își așteaptă tinerii acasă. Proiecții ale viitorului în cercetarea științifică studențească;
- Acordarea titlului de Doctor Honoris Causa al Universității George Bacovia din Bacău prof. univ. dr. Mircea Cărtărescu;
- 31 iulie – Universitatea George Bacovia din Bacău obține acreditarea specializării Drept;
- octombrie – organizarea de cursuri postuniversitare de formare și dezvoltare profesională continuă acreditate în cadrul programului Managementul instituțiilor de educație;
- 13 octombrie – Conferința Elogiu istoriei, susținută de academicianul Ioan –Aurel Pop, Rectorul Universității Babeș-Bolyai din Cluj-Napoca, eminent istoric și cercetător român, specializat în istoria formării națiunilor, istorie medievală, paleografie latină și studii transilvane;
- 10 noiembrie – Gala Premiilor la Universitatea George Bacovia. Așadar, în semn de mulțumire, recunoștință și respect s-au oferit, intr-o Gală a premiilor, diplome aniversare pentru toți cei care s-au implicat în crearea acestui proiect universitar, în susținerea și dezvoltarea sa.
- 12 noiembrie – se conferă Medalia „Dimitrie Cantemir” profesorului universitar doctor Dumitru Marius Parachivescu din partea Academiei de Științe a Moldovei „pentru contribuția științifică și academică de excelență „.
- 12 noiembrie – acordarea de Diplome aniversare cu ocazia sărbătoririi a 25 de ani de la în- ființarea Universității George Bacovia din Bacău delegației de academicieni veniți din Republica Moldova, respectiv academician Aurelian Gulea – membru al Academiei de Științe Moldova, dar și membru de onoare al comunității academice băcăuane, Doctor Honoris Causa al Universității „Al.I. Cuza” din Iași, dar și al universităților din București și Bacău, acad. Ioan Toderaș și acad. Valeriu Rudic – membri titulari ai Academiei de Științe Moldova, alături de dr. ing. Valeriu Bogdan, care au primit și cate un exemplar din cartea universară a Universității „George Bacovia”, dar și ultimele două numere ale revistei editate de această instituție ;
- 09-10 noiembrie 2017- Conferința națională cu participare internațională „Devianță și Criminalitate. Evoluție, Tendințe și Perspective – DECRET”, ediția 3/2017, eveniment ce a marcat și împlinirea efectivă a 25 de ani de la înființarea Universității „George Bacovia” din Bacău.

2016
- martie – alegerea în funcția de Rector a Prof.univ.dr. Neculai Lupu;
- aprilie – Acordarea celui de al patru-lea titlului de Doctor Honoris Causa al Universității George Bacovia prof.univ.dr. Adrian Cotârleț, Managerul Spitalului de urgență din Moinești;
- Primirea titlului de Doctor Honoris Causa al Universității Cooperatist Comerciale din Chișinău prof.univ.dr. Dumitru Marius Paraschivescu;
- o parte importantă a publicațiilor prin care se valorifică rezultatele cercetării desfășurate de personalul didactic universitar capătă recunoaștere internațională prin indexarea în bazele de date internaționale. De exemplu, revistele universității Economy Transdisciplinarity Cognition și Acta Universitatis George Bacovia . Juridica sunt indexate în baze de date internaționale: Index Copernicus, CiteFactor, DOAJ, ICAAP, Cabell’s, ProQuest, EBSCO, SCIPIO, The Journal Database TJDb, CEEOL și pot fi consultate online în peste 15 biblioteci internaționale;
- octombrie – Universitatea George Bacovia din Bacău – partener al Centrului de Cultură George Apostu din Bacău în organizarea Simpozionului Național de Estetică Controverse cordiale despre frumos;
- noiembrie 2016 – Conferința națională cu participare internațională „Devianță și Criminalitate. Evoluție, Tendințe și perspective – DECRET”, Ediția 2/2016;

2015
- acordarea Diplomei „Dumitru Rusu” prof. univ. dr. Adrian Cotârleț;
- mai – „Europe 2020. Premises, projects” – Conferința științifică anuală a cadrelor didactice din universitatea George Bacovia din Bacău cu participare internațională, organizată în cooperare cu Universitatea din Split, Coația și Universitatea Cooperatist –Comercială din Moldova;
- noiembrie – Conferința națională cu participare internațională „Devianță și ciminalitate. Evoluție, Tendințe și Perspective – DECRET”;

2014
- Universitatea George Bacovia din Bacău desfășoară Programul Intensiv (IP) Value Driven Management, finanțat din fonduri UE, în cadrul Programului ERASMUS, în parteneriat cu următoarele țări: Belgia, Olanda, Marea Britanie, Ungaria și Spania. Universitatea George Bacovia din Bacău a fost managerul acestui proiect. Lucrările proiectului s-au desfășurat în perioada 5-17 mai 2014 la universitatea parteneră ARTESIS PLANTIJN HOGESCHOOL – Anvers – Belgia;
- 13-15 iunie are loc Conferința științifică anuală a Universității George Bacovia din Bacău „CIET 2014 – Contemporary Issues in Economy & Technology” („Controverse contemporane în domeniul economic și tehnologic”) în Croația, orașul Split.
- Universitatea George Bacovia din Bacău continuă parteneriatul cu Centrul de Cultură „George Apostu” din Bacău și organizează împreună cu această instituție „Simpozionul Național de Estetică – Bacău 2014”, ediția a XX-a având ca invitat de onoare pe George Banu, profesor de studii teatrale la Sorbonne Nouvelle, Paris, eseist de reputație mondială și membru de onoare al Academiei Române;

2013
- Conform prevederilor Hotărârii de Guvern nr. 493/2013, publicată în Monitorul Oficial nr. 447/2013 în structura Universității „George Bacovia” funcționează Facultatea de Științe Economice, Juridice și Administrative;
- Instituirea DIPLOMEI „DUMITRU RUSU” acordată de Revista științifică Economy Transdisciplinarity Cognition;
- Acordarea titlului de Profesor emerit Prof. univ. dr. Viorica Paraschivescu;

2012
- Acreditarea specializărilor Economia Comerțului, Turismului și Serviciilor și Finanțe și Bănci, licență, zi
- Schimbarea denumirilor și structurilor facultatilor în:
  - Facultatea de Economie și Administrarea Afacerilor
  - Facultatea de Drept si Administrație Publică
- Acordarea titlului de Profesor emerit Prof. univ. dr. Dumitru Marius Paraschivescu;

2011
- Prima promoție de absolvenți licențiați – specializarea Drept;
- Acreditarea învățământului cu frecvență redusă la specializările CIG, Mg, Mk

2010
- Acordarea titlului de Doctor Honoris Causa, Academicianului Eugen Simion;
- Acordarea titlului de Profesor emerit Prof. univ. dr. Dumitru Bontaș;
- Schimbarea denumirilor și structurilor facultatilor în:
  - Facultatea de Finanțe și Contabilitate
  - Facultatea de Management – Marketing
  - Facultatea de Drept si Administrație publică2009
- Autorizarea Programelor de studii postuniversitare de formare continuă a persoanelor adulte;
- Acordarea titlului de Profesor emerit Prof. univ. dr. Willi Păvăloaia.

2008
- Acordarea titlului de Doctor Honoris Causa, Academicianului Basarab Nicolescu;
- Inaugurarea celui de al doilea corp de cladire;
- Apare Buletinul Științific al Universității sub o nouă denumire Economy, Transdisciplinarity, Cognition;
- Acordarea Cartei ERASMUS extinsă 2008-2013

2007
- Acordarea primului titlu de Doctor Honoris Causa Academicianului Mugur Constantin Isărescu;
- Reacreditarea instituțională a universității;
- Acreditarea specializării Administrație Publică – program de licență;
- Acreditarea specializărilor Management financiar contabil (MFC), Management Marketing (MM) și Managementul instituțiilor din administrația publică (MIAP), ciclul postuniversitar de masterat dupa planul „Bologna”;
- Atestarea Centrului de cercetare știintifică Economie – Transdisciplinaritate – Cunoaștere (ETC);
- Primul schimb internațional de studenți în cadrul Programului ERASMUS;
- Autorizarea provizorie a specializării Drept, licență (D).

2006
- Implementarea Sistemului de Management al Calității (SMC);
- Autorizarea provizorie în ciclul de licență a specializării Economia serviciilor, comerțului și turismului (ECTS);
- Prima promoție de absolvenți de masterat la specializarea GRS.

2005
- Implementarea programelor educaționale în ciclurile de licență acreditate conform planului „Bologna” al Uniunii Europene;
- Acreditarea specializărilor Management și Marketing – licență;
- Autorizarea provizorie în ciclul de licență a specializărilor Finanțe și bănci (FB) și Asistență socială (AS);
- Primele promoții de absolvenți de masterat la specializarile MA, KA și GRAP.

2004
- Acreditarea specializării Gestiunea resurselor în sănătate (GRS) ciclul postuniversitar de masterat;
- Prima promoție de absolvenți licențiați la specializarea AP;
- Prima promoție de absolvenți la specializarea MFC masterat.

2003
- Vizita IPS Daniel, Mitropolitul Moldovei și Bucovinei și a delegatiei Bisericii elene;
- Primul an de învățământ acreditat, în ciclul de masterat, specializarea Management financiar contabil (MFC);
- Acreditarea specializărilor de masterat Managementul afacerilor (MA), Marketingul afacerilor (KA) și Gestiunea resurselor în administrația publică (GRAP);

2002
- Acreditarea instituțională prin Legea 237/2002 a Universității „George Bacovia” din Bacău;
- Inaugurarea clădirii. Sfințirea clădirii;
- Prima vizita a unui Ministru al Educației – Ecaterina Andronescu;- Autorizarea specializării Informatică Economică;
- Primele promoții de absolvenți licenciați la specializările Management și Maketing.

2001
- Obținerea acreditării instituționale prin OUG 133/18.10.2001;
- Aprobarea noii Carte a Universității.

2000
- Obținerea acreditării primei specializări – Contabilitate și Informatică de Gestiune;
- Obținerea autorizației de funcționare provizorie pentru a patra specializare – Administrație publică (AP);
- Instituirea Bursei „George Bacovia”.

1999
- Depunerea Dosarului de acreditare pentru specializarea CIG și a Dosarului de autoevaluare pentru acreditarea instituțională a Universității;
- Punerea pietrei de temelie pentru noua clădire a Universității;
- Se publică prima carte în Editura Moldavia a Universității.

1998
- Înființarea a două noi facultăți:
  - Facultatea de Management cu specializarea Managementul Firmei,
  - Facultatea de Economia Afacerilor cu specializarea Marketing
- Instituirea Medaliei Membru de Onoare al Comunității Academice “George Bacovia”;
- Acordarea primului titlu de Membru de Onoare al Comunității Academice „George Bacovia” academicianului Eugen Simion – Președintele Academiei Române.

1996 - 1997
- Obținerea autorizației de funcționare provizorie pentru specializarea CIG;
- Prima promoție de absolvenți la specializarea CIG;
- Lansarea primului număr al Buletinului Științific al UGB;
- Încheierea primului acord internațional bilateral de colaborare interuniversitară cu Universitatea Cooperatist Comercială din Chișinău, Republica Moldova.

1994 – 1995
- Reforma curriculară pentru aplicarea Legii 88/1993 privind acreditarea instituțiilor de învățământ și recunoașterea diplomelor și a Legii învățământului 84/1995.
- Crearea în cadrul Facultății de Științe Economice a specializării Contabilitate și Informatică de Gestiune (CIG);
- Elaborarea primei Carte și a Statutului Universității „George Bacovia”;
- Depunerea primului Dosar de autoevaluare la C.N.E.A.A. în vederea obținerii autorizației de funcționare provizorie a specializării CIG.

1992
- La data de 9 aprilie se înființează în Bacău Fundația Academică Social Culturală și Instructiv Educativă “George Bacovia” în cadrul căreia își începe activitatea prima universitate particulară – Universitatea George Bacovia din Bacău;

## Biblioteca
Universitatea "George Bacovia" pune la dispoziția studenților și cadrelor didactice locul ideal pentru documentarea lor în domeniul activităților pe care aceștia le desfășoară. Fondul de carte și tehnologiile de ultimă generație asigură Bibliotecii Mihai Todosia atingerea obiectivelor propuse.

## Reviste
Universitatea a inființat două reviste:
- Economy Transdisciplinarity Cognition (în limba engleză)
- Acta Universitatis George Bacovia (în limba română și engleză)

## Legături extene
- Site oficial
- Alumni
- Admitere 2020
- Facebook/ugb.ro[nefuncțională]
- Bacovienii - Site-ul Comunității Bacoviene Arhivat în 27 martie 2013, la Wayback Machine.